# 眞子智実
眞子 智実（まなこ ともみ、1972年9月16日 - ）は、佐賀県出身のオートバイレーサー。主にロードレース世界選手権125ccクラスに出場した。

## 経歴

### キャリア初期～GPデビュー(1994年)
1993年、21歳の時に九州と鈴鹿の地方選手権の125ccクラスレースに参戦を開始する。翌1994年には全日本ロードレース選手権125ccクラスに参戦し、シリーズランキング7位の成績を残した。夏にはF.C.C.テクニカルスポーツチームから、辻村猛と共にRVF/RC45を駆って鈴鹿8耐に出場、総合13位で完走を果たした。そしてロードレース世界選手権125ccクラスに、負傷した井形とも子の代役として同じくF.C.C.テクニカルスポーツ・ホンダチームから3戦に出場し、デビュー戦の第6戦ホッケンハイムではいきなり3位表彰台に立った。

### GPフル参戦 (1995年-)
1995年には同チームからGPフル参戦デビューを果たした。2度3位表彰台を獲得し、シリーズランキングは8位に入り、ルーキー・オブ・ザ・イヤーに輝いた。また、この年も辻村とペアを組んで鈴鹿8耐に出場、総合15位の成績を残した。
1996年に眞子はUGTヨーロッパチームに移籍、第13戦カタルニアでGP初優勝を果たし、シリーズランキングでは3位に入る。これはプライベーターでは最上位の成績となり、IRTAカップを獲得した。この年、眞子は125ccクラスにおけるトップライダーの一人として、地位を確立させた。
1997年も同チームに残留、優勝こそ果たせなかったものの、2位に4回、3位に2回入り、再びシリーズ3位となった。

### 幻の世界チャンピオン (1998年)
1998年は眞子にとってベストシーズンとなった。全14戦中3戦リタイヤしたものの、それ以外のレースでは全て表彰台を獲得し、5勝を挙げた。ホンダの眞子のライバルは、アプリリアを駆る元チャンピオン・坂田和人だった。シーズン前半は坂田が勝利を重ね、チャンピオン争いをリードしていたが、シーズン後半には速さを得た眞子が猛追することになった。
シーズン残り2戦となった第13戦フィリップアイランド、眞子は2位、坂田は4位に入った。ところがレース終了後の燃料サンプル調査で坂田がレギュレーション違反に問われ、失格処分を受けたため13ポイントを失うことになった。坂田のチームはこの処分に抗議したため、裁定は保留されることになった。
そして迎えた最終戦ブエノスアイレス、もし前戦での坂田が失格だった場合、眞子が優勝し、坂田が5位以下に終われば、眞子が逆転してチャンピオンになる計算だった。眞子は全力を尽くして優勝を果たし、一方の坂田は5位に終わった。ポイントテーブル上は1ポイント差で眞子が逆転したが、坂田への裁定はまだ保留されたままだったため、どちらがチャンピオンか未決のまま1998年シーズンは閉幕した。
11月、FIMが燃料サンプルの再検査をおこなった結果、フィリップアイランドでの坂田の失格処分は取り消されることとなった。その結果坂田が自身2度目の世界チャンピオンに輝き、眞子は12ポイント差のシリーズランキング2位に終わった。
この騒動の結果、燃料サンプルの取扱いについて、これまではFIMと各チームで一つずつ保管していたものを、両サンプルともFIMが保管するようにレギュレーションが見直されることになった。

### 250ccクラス、日本国内レース復帰へ (1999年-)
1999年、眞子は250ccクラスにステップアップを果たした。チーム・クルツでヤマハ・TZ250を駆ったが、パワー不足に悩まされることになり、最高位は8位、シリーズランキングは15位に終わった。この年が眞子にとって最後のGP参戦となった。
翌2000年には日本国内でのレースに復帰した。鈴鹿8耐には山下繁とペアを組んでXフォーミュラクラスにカワサキ・ニンジャZX-12Rで出場、クラス3位・総合14位の成績を残した。
その後眞子はカワサキの開発ライダーとなり、2007年型ZX-6R等の開発を務めた。2009年の全日本ロードレース選手権第3戦オートポリスではST600クラスのレースにZX-6Rを駆ってエントリー。久々のレース復帰となり、8位で完走を果たした。

## ロードレース世界選手権 戦績
| シーズン | クラス | バイク | 出走 | 優勝 | 表彰台 | PP | FL | ポイント | 順位 |
| -------- | ------ | ------ | ---- | ---- | ------ | -- | -- | -------- | ---- |
| 1994年   | 125cc  | ホンダ | 3    | 0    | 1      | 0  | 0  | 24       | 20位 |
| 1995年   | 125cc  | ホンダ | 13   | 0    | 2      | 0  | 0  | 102      | 8位  |
| 1996年   | 125cc  | ホンダ | 15   | 1    | 4      | 0  | 1  | 167      | 3位  |
| 1997年   | 125cc  | ホンダ | 15   | 0    | 6      | 0  | 2  | 190      | 3位  |
| 1998年   | 125cc  | ホンダ | 14   | 5    | 10     | 0  | 4  | 217      | 2位  |
| 1999年   | 250cc  | ヤマハ | 16   | 0    | 0      | 0  | 0  | 52       | 15位 |
| 合計     |        |        | 76   | 6    | 23     | 0  | 7  | 752      |      |